# Clemens Friedrich Meyer

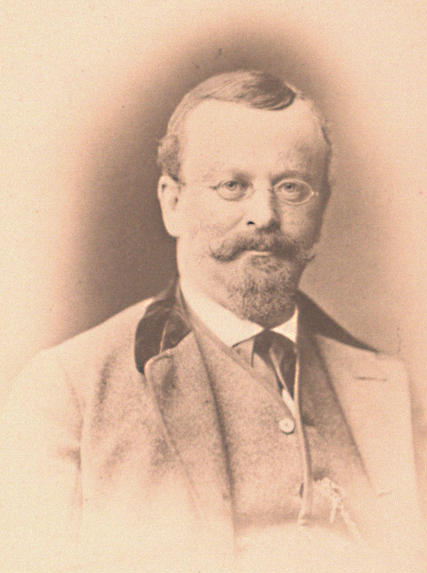
Porträtfoto (vor 1887)

Clemens Friedrich Meyer (Pseudonyme: Friedrich Montan, Friedrich Meyer von Waldeck) (* 15. Mai 1824 in Arolsen, Fürstentum Waldeck; † 17. Mai 1899 in Heidelberg) war ein Schriftsteller und Journalist.

## Leben und Wirken

### Herkunft und Ausbildung
Der Vater Nathan Meyer war ein jüdischer Lederfabrikant, der 1827 konvertierte und seinen Namen in Johann Georg Meyer änderte.
Friedrich Meyer besuchte 1837/38 das Gymnasium in Wetzlar. Er besuchte er dann die polytechnische Schule in Kassel und ab 1840 die Clausthaler Berg- und Forstschule. Ohne Abschluss ging er nach Berlin, wo er am Köllnischen Gymnasium die Maturitätsprüfung bestand. An der Universität Berlin studierte er ein Jahr Naturwissenschaft und dann Deutsche Sprache und Literatur; 1845 wurde er zum Dr. phil. promoviert. Da der Vater verarmte, konnte er vorerst nicht habilitieren und musste seinen eigenen Lebensunterhalt erwerben.

### Lehrer und Zeitungsredakteur in Russischen Reich
Er ging als Hauslehrer nach Kurland zu einem Baron v. Recke nach Neuenburg (Jaunpils) und danach zu Graf Medem in Alt-Autz.
Um in russische Staatsdienste eintreten zu können, zog er nach Dorpat und erwarb ein Zeugnis eines Oberlehrers der Deutschen und Lateinischen Sprache. Kurzzeitig ersetzte er einen erkrankten Freund als Leiter einer Knabenschule in Mitau.
1851 siedelte er nach Sankt Petersburg um, wo er im Mai 1852 als Chefredakteur der Deutschen St. Petersburger Zeitung angestellt wurde. Mit Friedrich Hinze und anderen gründete er 1853 den Petersburger poetischen Verein, der 1857 und 1858 den Almanach Schneeflocken. Poetisches Jahrbuch aus Russland herausgab. 1859 pachtete er die Zeitung und war Herausgeber. 1865 begann in Russland der Kampf zwischen dem Deutschtum und Russentum, wobei Meyer zu vermitteln suchte.

### Professor in Heidelberg
1874 kehrte er nach Deutschland zurück und ließ sich, nach einer kurzen Episode in Bonn, schließlich in Heidelberg nieder. An der dortigen Universität konnte er 1880 seine Habilitation nachholen und unterrichtete zunächst als Privatdozent, ab 1885 dann als Honorarprofessor. In Heidelberg schloss er sich der Freimaurerloge Ruprecht zu den fünf Rosen an.

## Ehe und Nachkommen
Clemens Friedrich Meyer war mit Dorothea Bursy, der Tochter des Medizinalinspektors von Kurland, Karl Bursy, verheiratet. Das Paar hatte mehrere Kinder:
- der spätere Marineoffizier und Gouverneur von Kiautschou Alfred Meyer-Waldeck[2]
- der Kunstmaler Kunz Meyer-Waldeck[3]
- der Dramaturg Wolfgang Alexander Meyer-Waldeck[4]
  - Vater der Architektin Wera Meyer-Waldeck.[5]
- Gabriele Schlüter, verheiratet mit Wolfgang Schlüter,
- Lisbeth Hausmann, verheiratet mit Richard Hausmann
- Katharina („Käthe“) Dehio, verheiratet mit Karl Dehio